# Emily Bergl
Anne Emily Bergl, född 25 april 1975 i Milton Keynes i Buckinghamshire, är en amerikansk skådespelerska. Hon är känd för sina roller som Rachel Lang i den övernaturliga skräckfilmen Carrie 2, Francie Jarvis i Gilmore Girls, Annie O'Donnell i ABC-serien Men in Trees, Tammi Bryant i TNT:s dramaserie Southland, Beth Young i Desperate Housewives, Sammi Sloth i Shameless, Lilah Tanner i American Crime och Tessie i The Marvelous Mrs. Maisel. Hon uppträder också som kabarésångerska.

## Biografi
Bergl föddes i den brittiska staden Milton Keynes (cirka 80 kilometer nordväst om centrala London), men emigrerade sedan vid sex års ålder till USA, där hon och hennes familj till en början bosatte sig i Denver i Colorado för att sedan flytta och bosätta sig i Glenview i Illinois.

## Filmografi (i urval)

### Filmer
- 1999 – Carrie 2[2]
- 2001 – Happy Campers
- 2012 – Grassroots
- 2013 – Blue Jasmine

### TV-serier
- 2000 – På spaning i New York (TV-serie)
- 2000 – Cityakuten (TV-serie)
- 2001 – Providence (TV-serie)[1]
- 2001–2003 – Gilmore Girls (TV-serie)[2]
- 2002 – Taken (TV-serie)[1]
- 2003 – Den vilda familjen Thornberry (TV-serie) (röst)
- 2003 – Star Trek: Enterprise (TV-serie)[1]
- 2004 – CSI: Miami (TV-serie)[1]
- 2006 – Law & Order: Criminal Intent (TV-serie)[1]
- 2006–2008 – Men in Trees (TV-serie)[2]
- 2009 – Medium (TV-serie)[1]
- 2009 – The Good Wife (TV-serie)
- 2009–2013 – Southland (TV-serie)[2]
- 2010 – Grey's Anatomy (TV-serie)
- 2010–2012 – Desperate Housewives (TV-serie)[2]
- 2011 – Royal Pains (TV-serie)
- 2011 – Hawaii Five-0 (TV-serie)
- 2012 – The Mentalist (TV-serie)
- 2013 – Warehouse 13 (TV-serie)
- 2014 – Elementary (TV-serie)
- 2014 – The Knick (TV-serie)
- 2014–2015 – Shameless (TV-serie)
- 2015 – Law & Order: Special Victims Unit (TV-serie)
- 2015 – Scandal (TV-serie)
- 2016 – Ett år med Gilmore Girls (TV-serie)
- 2016–2017 – American Crime (TV-serie)
- 2018 – You (TV-serie)
- 2018–2023 – The Marvelous Mrs. Maisel (TV-serie)[2]
- 2019 – Mindhunter (TV-serie)
- 2019 – How to Get Away with Murder (TV-serie)
- 2020 – Dirty John (TV-serie)
- 2022 – FBI: Most Wanted (TV-serie)